# Амбрасас, Аудрюс
Аудрюс Амбрасас (лит. Audrius Ambrasas, род. 20 октября 1962, Вильнюс) — литовский архитектор; лауреат Национальной премии Литвы по культуре и искусству (2016).

## Биография
В 1985 году окончил Вильнюсский инженерно-строительный институт (ныне Вильнюсский технический университет Гедимина). В 1985—1994 годах работал в Институте проектирования реставрации памятников (до 1987 года Институт консервации памятников). 
В 1991 году учредил Общество проектирования А. Амбрасаса (A. Ambraso projektavimo bendrovė), с 2009 года — Архитектурное бюро Амбрасаса (Ambraso architektų biuras).
С 2004 года преподает в Вильнюсском техническом университета Гедимина; доцент (2010). Занимает должность профессора кафедры архитектуры.

## Проекты
Автор проектов жилых домов и вилл, административных и коммерческих зданий. Важнейшие проекты в Вильнюсе:
- Комплекс блоков жилых домов на Неменчинском шоссе (2000)
- Административное здание общества „Hanner“ (2001)
- Офисное здание на улице Гележинё-Вилко (2001)
- Здания общества „Marenta“ (2002, 2005)
- Магазин „BMS Megapolis“ (2003)
- Здание административного и торгового назначения „Europa“ (2004)
- Здание центрального офиса банка „Swedbank“ (2009)
- Центр искусства и образования „Rupert“ (2013)
- Индивидуальный жилой дом Вилла G (2014)

## Награды и звания
- Знак почёта Союза архитекторов Литвы (2014)
- Национальная премия Литвы по культуре и искусству (2016)